# Bring Me the Horizon/Diskografie
Diese Diskografie ist eine Übersicht über die musikalischen Werke der britischen Metalcore-Band Bring Me the Horizon. Den Schallplattenauszeichnungen zufolge hat sie bisher mehr als 11,2 Millionen Tonträger verkauft, davon alleine in ihrer Heimat über 5,1 Millionen. Ihre erfolgreichste Veröffentlichung ist das Album That’s the Spirit mit über einer Million verkauften Einheiten.

## Alben

### Studioalben
| Jahr | Titel Musiklabel                                                                                    | Höchstplatzierung, Gesamtwochen, AuszeichnungChartplatzierungen (Jahr, Titel, Musiklabel, Platzierungen, Wochen, Auszeichnungen, Anmerkungen) | Höchstplatzierung, Gesamtwochen, AuszeichnungChartplatzierungen (Jahr, Titel, Musiklabel, Platzierungen, Wochen, Auszeichnungen, Anmerkungen) | Höchstplatzierung, Gesamtwochen, AuszeichnungChartplatzierungen (Jahr, Titel, Musiklabel, Platzierungen, Wochen, Auszeichnungen, Anmerkungen) | Höchstplatzierung, Gesamtwochen, AuszeichnungChartplatzierungen (Jahr, Titel, Musiklabel, Platzierungen, Wochen, Auszeichnungen, Anmerkungen) | Höchstplatzierung, Gesamtwochen, AuszeichnungChartplatzierungen (Jahr, Titel, Musiklabel, Platzierungen, Wochen, Auszeichnungen, Anmerkungen) | Höchstplatzierung, Gesamtwochen, AuszeichnungChartplatzierungen (Jahr, Titel, Musiklabel, Platzierungen, Wochen, Auszeichnungen, Anmerkungen) | Anmerkungen                                                    |
| Jahr | Titel Musiklabel                                                                                    | DE | AT | CH | UK | US | Rock | Anmerkungen                                                    |
| ---- | --------------------------------------------------------------------------------------------------- | --- | --- | --- | --- | --- | --- | -------------------------------------------------------------- |
| 2006 | Count Your Blessings Visible Noise, Earache                                                         | — | — | — | UK93 (1 Wo.)UK | — | — | Erstveröffentlichung: 30. Oktober 2006                         |
| 2008 | Suicide Season Visible Noise                                                                        | — | — | — | UK47 Silber · (1 Wo.)UK | US107 (2 Wo.)US | — | Erstveröffentlichung: 29. September 2008 Verkäufe: + 75.000    |
| 2010 | There Is a Hell, Believe Me I’ve Seen It. There Is a Heaven, Let’s Keep It a Secret Epitaph Records | DE52 (1 Wo.)DE | AT48 (1 Wo.)AT | — | UK13 Gold · (2 Wo.)UK | US17 (4 Wo.)US | Rock2 (3 Wo.)Rock | Erstveröffentlichung: 5. Oktober 2010 Verkäufe: + 100.000      |
| 2013 | Sempiternal RCA Records                                                                             | DE22 Gold · (3 Wo.)DE | AT17 (5 Wo.)AT | CH69 (1 Wo.)CH | UK3 Gold · (13 Wo.)UK | US11 Gold · (16 Wo.)US | Rock3 (32 Wo.)Rock | Erstveröffentlichung: 29. März 2013 Verkäufe: + 837.500        |
| 2015 | That’s the Spirit RCA Records                                                                       | DE6 Gold · (5 Wo.)DE | AT4 (7 Wo.)AT | CH8 (4 Wo.)CH | UK2 Platin · (51 Wo.)UK | US2 Gold · (16 Wo.)US | Rock1 (29 Wo.)Rock | Erstveröffentlichung: 11. September 2015 Verkäufe: + 1.092.500 |
| 2019 | Amo RCA Records                                                                                     | DE3 (5 Wo.)DE | AT5 (4 Wo.)AT | CH6 (3 Wo.)CH | UK1 Gold · (8 Wo.)UK | US14 (2 Wo.)US | Rock3 (3 Wo.)Rock | Erstveröffentlichung: 25. Januar 2019 Verkäufe: + 110.000      |
| 2024 | Post Human: Nex Gen RCA Records                                                                     | DE4 (7 Wo.)DE | AT2 (… Wo.)AT | CH6 (6 Wo.)CH | UK2 Silber · (9 Wo.)UK | US36 (2 Wo.)US | Rock10 (… Wo.)Rock | Erstveröffentlichung: 24. Mai 2024 Verkäufe: + 60.000          |

### Livealben
| Jahr | Titel Musiklabel                          | Höchstplatzierung, Gesamtwochen, AuszeichnungChartplatzierungen (Jahr, Titel, Musiklabel, Platzierungen, Wochen, Auszeichnungen, Anmerkungen) | Höchstplatzierung, Gesamtwochen, AuszeichnungChartplatzierungen (Jahr, Titel, Musiklabel, Platzierungen, Wochen, Auszeichnungen, Anmerkungen) | Höchstplatzierung, Gesamtwochen, AuszeichnungChartplatzierungen (Jahr, Titel, Musiklabel, Platzierungen, Wochen, Auszeichnungen, Anmerkungen) | Höchstplatzierung, Gesamtwochen, AuszeichnungChartplatzierungen (Jahr, Titel, Musiklabel, Platzierungen, Wochen, Auszeichnungen, Anmerkungen) | Höchstplatzierung, Gesamtwochen, AuszeichnungChartplatzierungen (Jahr, Titel, Musiklabel, Platzierungen, Wochen, Auszeichnungen, Anmerkungen) | Höchstplatzierung, Gesamtwochen, AuszeichnungChartplatzierungen (Jahr, Titel, Musiklabel, Platzierungen, Wochen, Auszeichnungen, Anmerkungen) | Anmerkungen                                                                      |
| Jahr | Titel Musiklabel                          | DE | AT | CH | UK | US | Rock | Anmerkungen                                                                      |
| ---- | ----------------------------------------- | --- | --- | --- | --- | --- | --- | -------------------------------------------------------------------------------- |
| 2015 | Live at Wembley RCA Records               | DE50 (1 Wo.)DE | — | CH3 (1 Wo.)CH | UK1 (13 Wo.)UK | — | — | Erstveröffentlichung: 24. Juli 2015 CH und UK: Platzierungen in DVD/Video-Charts |
| 2016 | Live at the Royal Albert Hall RCA Records | — | — | — | — | — | — | Erstveröffentlichung: 2. Dezember 2016                                           |

### Kompilationen
| Jahr | Titel Musiklabel                            | Anmerkungen                                                              |
| ---- | ------------------------------------------- | ------------------------------------------------------------------------ |
| 2014 | Limited Edition Vinyl Box Set Visible Noise | Erstveröffentlichung: 24. November 2014                                  |
| 2017 | 2004–2013 Epitaph Records                   | Erstveröffentlichung: 24. November 2017 · UK: Silber, Verkäufe: + 60.000 |

### Remixalben
| Jahr | Titel Musiklabel                     | Anmerkungen                            |
| ---- | ------------------------------------ | -------------------------------------- |
| 2009 | Suicide Season Cut Up! Visible Noise | Erstveröffentlichung: 2. November 2009 |
| 2025 | Lo-Files RCA Records                 | Erstveröffentlichung: 11. Juli 2025    |

### EPs
| Jahr | Titel | Höchstplatzierung, Gesamtwochen, AuszeichnungChartplatzierungen (Jahr, Titel, Platzierungen, Wochen, Auszeichnungen, Anmerkungen) | Höchstplatzierung, Gesamtwochen, AuszeichnungChartplatzierungen (Jahr, Titel, Platzierungen, Wochen, Auszeichnungen, Anmerkungen) | Höchstplatzierung, Gesamtwochen, AuszeichnungChartplatzierungen (Jahr, Titel, Platzierungen, Wochen, Auszeichnungen, Anmerkungen) | Höchstplatzierung, Gesamtwochen, AuszeichnungChartplatzierungen (Jahr, Titel, Platzierungen, Wochen, Auszeichnungen, Anmerkungen) | Höchstplatzierung, Gesamtwochen, AuszeichnungChartplatzierungen (Jahr, Titel, Platzierungen, Wochen, Auszeichnungen, Anmerkungen) | Höchstplatzierung, Gesamtwochen, AuszeichnungChartplatzierungen (Jahr, Titel, Platzierungen, Wochen, Auszeichnungen, Anmerkungen) | Anmerkungen                                               |
| Jahr | Titel | DE | AT | CH | UK | US | Rock | Anmerkungen                                               |
| ---- | --- | --- | --- | --- | --- | --- | --- | --------------------------------------------------------- |
| 2004 | The Bedroom Sessions | — | — | — | — | — | — | Erstveröffentlichung: 12. März 2004                       |
| 2005 | This Is What the Edge of Your Seat Was Made For | — | — | — | UK41 (1 Wo.)UK | — | — | Erstveröffentlichung: 30. Januar 2005                     |
| 2012 | The Chillout Sessions | — | — | — | — | — | — | Erstveröffentlichung: 22. November 2012 mit Draper        |
| 2019 | Music to Listen to~Dance to~Blaze to~Pray to~Feed to~Sleep to~Talk to~Grind to~Trip to~Breathe to~Help to~Hurt to~Scroll to~Roll to~Love to~Hate to~Learn Too~Plot to~Play to~Be to~Feel to~Breed to~Sweat to~Dream to~Hide to~Live to~Die to~Go To | — | — | — | — | — | — | Erstveröffentlichung: 27. Dezember 2019                   |
| 2020 | Post Human: Survival Horror | DE4 (4 Wo.)DE | AT7 (3 Wo.)AT | CH6 (2 Wo.)CH | UK1 Gold · (8 Wo.)UK | US46 (3 Wo.)US | Rock8 (2 Wo.)Rock | Erstveröffentlichung: 30. Oktober 2020 Verkäufe: + 10.000 |

grau schraffiert: keine Chartdaten aus diesem Jahr verfügbar

## Singles

### Als Leadmusiker
| Jahr | Titel Album                                                    | Höchstplatzierung, Gesamtwochen, AuszeichnungChartplatzierungen (Jahr, Titel, Album, Platzierungen, Wochen, Auszeichnungen, Anmerkungen) | Höchstplatzierung, Gesamtwochen, AuszeichnungChartplatzierungen (Jahr, Titel, Album, Platzierungen, Wochen, Auszeichnungen, Anmerkungen) | Höchstplatzierung, Gesamtwochen, AuszeichnungChartplatzierungen (Jahr, Titel, Album, Platzierungen, Wochen, Auszeichnungen, Anmerkungen) | Höchstplatzierung, Gesamtwochen, AuszeichnungChartplatzierungen (Jahr, Titel, Album, Platzierungen, Wochen, Auszeichnungen, Anmerkungen) | Höchstplatzierung, Gesamtwochen, AuszeichnungChartplatzierungen (Jahr, Titel, Album, Platzierungen, Wochen, Auszeichnungen, Anmerkungen) | Höchstplatzierung, Gesamtwochen, AuszeichnungChartplatzierungen (Jahr, Titel, Album, Platzierungen, Wochen, Auszeichnungen, Anmerkungen) | Anmerkungen                                                                 |
| Jahr | Titel Album                                                    | DE | AT | CH | UK | US | Rock | Anmerkungen                                                                 |
| --- | -------------------------------------------------------------- | --- | --- | --- | --- | --- | --- | --------------------------------------------------------------------------- |
| 2007 | Pray for Plagues Count Your Blessings                          | — | — | — | — | — | — | Erstveröffentlichung: 4. Juni 2007                                          |
| 2008 | For Stevie Wonders’ Eyes Only (Braille) Count Your Blessings   | — | — | — | — | — | — | Erstveröffentlichung: 6. März 2008                                          |
| 2009 | Chelsea Smile Suicide Season                                   | — | — | — | — | — | — | Erstveröffentlichung: 19. Januar 2009                                       |
| 2009 | Diamonds Aren’t Forever Suicide Season                         | — | — | — | — | — | — | Erstveröffentlichung: 20. April 2009                                        |
| 2009 | The Sadness Will Never End Suicide Season                      | — | — | — | — | — | — | Erstveröffentlichung: 27. Oktober 2009                                      |
| 2010 | It Never Ends There Is a Hell…                                 | — | — | — | — | — | — | Erstveröffentlichung: 20. August 2010                                       |
| 2011 | Visions There Is a Hell…                                       | — | — | — | — | — | — | Erstveröffentlichung: 22. August 2011                                       |
| 2013 | Shadow Moses Sempiternal                                       | — | — | — | UK82 Silber · (1 Wo.)UK | — | — | Erstveröffentlichung: 11. Januar 2013 Verkäufe: + 270.000                   |
| 2013 | Sleepwalking Sempiternal                                       | — | — | — | UK— SilberUK | — | — | Erstveröffentlichung: 1. März 2013 Verkäufe: + 270.000                      |
| 2013 | Go to Hell, for Heaven’s Sake Sempiternal                      | — | — | — | — | — | — | Erstveröffentlichung: 6. Juni 2013                                          |
| 2013 | Can You Feel My Heart Sempiternal                              | DE— a GoldDE | — | — | UK— PlatinUK | — | Rock39 (12 Wo.)Rock | Erstveröffentlichung: 13. Oktober 2013 Verkäufe: + 1.205.000                |
| 2014 | Drown That’s the Spirit                                        | DE90 (1 Wo.)DE | AT63 (1 Wo.)AT | — | UK17 Gold · (4 Wo.)UK | — | Rock11 (20 Wo.)Rock | Erstveröffentlichung: 7. Dezember 2014 Verkäufe: + 490.000                  |
| 2015 | Happy Song That’s the Spirit                                   | — | — | — | UK55 Silber · (4 Wo.)UK | — | Rock19 (32 Wo.)Rock | Erstveröffentlichung: 12. Juli 2015 Verkäufe: + 290.000                     |
| 2015 | Throne That’s the Spirit                                       | DE— GoldDE | — | — | UK51 Platin · (9 Wo.)UK | — | Rock12 (24 Wo.)Rock | Erstveröffentlichung: 23. Juli 2015 Verkäufe: + 1.085.000                   |
| 2015 | True Friends That’s the Spirit                                 | — | — | — | UK91 Silber · (1 Wo.)UK | — | Rock22 (7 Wo.)Rock | Erstveröffentlichung: 29. September 2015 Verkäufe: + 300.000                |
| 2016 | Follow You That’s the Spirit                                   | — | — | — | UK95 Silber · (1 Wo.)UK | — | Rock34 (5 Wo.)Rock | Erstveröffentlichung: 26. Februar 2016 Verkäufe: + 285.000                  |
| 2016 | Avalanche That’s the Spirit                                    | — | — | — | UK97 Silber · (1 Wo.)UK | — | — | Erstveröffentlichung: 27. Juni 2016 Verkäufe: + 235.000                     |
| 2016 | Oh No That’s the Spirit                                        | — | — | — | — | — | — | Erstveröffentlichung: 18. November 2016                                     |
| 2018 | Mantra Amo                                                     | — | — | — | UK55 Silber · (2 Wo.)UK | — | Rock15 (20 Wo.)Rock | Erstveröffentlichung: 21. August 2018 Verkäufe: + 290.000                   |
| 2018 | Wonderful Life Amo                                             | — | — | — | — | — | Rock33 (1 Wo.)Rock | Erstveröffentlichung: 21. Oktober 2018 Verkäufe: + 55.000; feat. Dani Filth |
| 2019 | Medicine Amo                                                   | — | — | — | UK42 Silber · (6 Wo.)UK | — | Rock9 (6 Wo.)Rock | Erstveröffentlichung: 3. Januar 2019 Verkäufe: + 255.000                    |
| 2019 | Mother Tongue Amo                                              | — | — | — | UK68 (1 Wo.)UK | — | Rock23 (1 Wo.)Rock | Erstveröffentlichung: 22. Januar 2019 Verkäufe: + 20.000                    |
| 2019 | Nihilist Blues Amo                                             | — | — | — | UK77 (1 Wo.)UK | — | Rock45 (1 Wo.)Rock | Erstveröffentlichung: 24. Januar 2019 feat. Grimes                          |
| 2019 | Sugar Honey Ice & Tea Amo                                      | — | — | — | — | — | Rock47 (1 Wo.)Rock | Erstveröffentlichung: 26. Juli 2019 Verkäufe: + 20.000                      |
| 2019 | In the Dark Amo                                                | — | — | — | — | — | — | Erstveröffentlichung:21. Oktober 2019 Verkäufe: + 20.000                    |
| 2019 | Ludens Death Stranding: Timefall / Post Human: Survival Horror | — | — | — | UK75 (1 Wo.)UK | — | Rock13 (6 Wo.)Rock | Erstveröffentlichung: 6. November 2019 Verkäufe: + 55.000                   |
| 2020 | Parasite Eve Post Human: Survival Horror                       | DE— bDE | — | — | UK28 Silber · (3 Wo.)UK | US— GoldUS | Rock10 (6 Wo.)Rock | Erstveröffentlichung: 25. Juni 2020 Verkäufe: + 755.000                     |
| 2020 | Obey Post Human: Survival Horror                               | — | — | — | UK37 Silber · (2 Wo.)UK | — | Rock21 (2 Wo.)Rock | Erstveröffentlichung: 4. September 2020 Verkäufe: + 235.000; mit Yungblud   |
| 2020 | Teardrops Post Human: Survival Horror                          | DE— cDE | — | — | UK39 Silber · (3 Wo.)UK | US— GoldUS | Rock16 (9 Wo.)Rock | Erstveröffentlichung: 23. Oktober 2020 Verkäufe: + 755.000                  |
| 2021 | DiE4u Post Human: Nex Gen                                      | DE— dDE | — | — | UK41 (3 Wo.)UK | — | Rock23 (4 Wo.)Rock | Erstveröffentlichung: 16. September 2021                                    |
| 2022 | Strangers Post Human: Nex Gen                                  | — | — | — | UK60 Silber · (2 Wo.)UK | — | Rock28 (1 Wo.)Rock | Erstveröffentlichung: 6. Juli 2022 Verkäufe: + 220.000                      |
| 2023 | Lost Post Human: Nex Gen                                       | — | AT58 (1 Wo.)AT | — | UK29 Silber · (3 Wo.)UK | — | Rock22 (2 Wo.)Rock | Erstveröffentlichung: 4. Mai 2023 Verkäufe: + 220.000                       |
| 2023 | Amen Post Human: Nex Gen                                       | — | — | — | — | — | Rock42 (1 Wo.)Rock | Erstveröffentlichung: 2. Juni 2023 feat. Lil Uzi Vert & Daryl Palumbo       |
| 2023 | Darkside Post Human: Nex Gen                                   | DE— eDE | — | — | UK31 (1 Wo.)UK | — | Rock42 (1 Wo.)Rock | Erstveröffentlichung: 13. Oktober 2023 Verkäufe: + 20.000                   |
| 2024 | Kool-Aid Post Human: Nex Gen                                   | DE— fDE | — | — | UK21 (3 Wo.)UK | — | Rock25 (2 Wo.)Rock | Erstveröffentlichung: 5. Januar 2024                                        |
| 2025 | Wonderwall Spotify Singles                                     | — | — | — | — | — | — | Erstveröffentlichung: 29. Januar 2025 Original: Oasis                       |
| Folgende Lieder erschienen nicht als Single, wurden aber durch das Album zum Download und Streaming bereitgestellt und konnten somit eine Platzierung erlangen: |                                                                | | | | | | |                                                                             |
| |                                                                | | | | | | |                                                                             |
| 2015 | Doomed That’s the Spirit                                       | — | — | — | UK87 Silber · (1 Wo.)UK | — | Rock41 (1 Wo.)Rock | Charteinstieg: 24. September 2015 Verkäufe: + 235.000                       |
| 2020 | Kingslayer Post Human: Survival Horror                         | — | — | — | UK51 Silber · (1 Wo.)UK | US— GoldUS | Rock26 (1 Wo.)Rock | Charteinstieg: 14. November 2020 Verkäufe: + 755.000; feat. Babymetal       |
| 2020 | 1x1 Post Human: Survival Horror                                | — | — | — | UK55 (1 Wo.)UK | — | Rock30 (1 Wo.)Rock | Charteinstieg: 14. November 2020 Verkäufe: + 20.000; feat. Nova Twins       |
| 2020 | Dear Diary Post Human: Survival Horror                         | — | — | — | — | — | Rock37 (1 Wo.)Rock | Charteinstieg: 14. November 2020                                            |
| 2024 | Top 10 Statues That Cried Blood Post Human: Nex Gen            | DE— gDE | — | — | UK41 (2 Wo.)UK | — | — | Charteinstieg: 6. Juni 2024                                                 |
| 2024 | Youtopia Post Human: Nex Gen                                   | — | — | — | UK50 (1 Wo.)UK | — | — | Charteinstieg: 6. Juni 2024                                                 |
| 2024 | Limousine Post Human: Nex Gen                                  | — | — | — | UK57 (1 Wo.)UK | — | — | Charteinstieg: 6. Juni 2024 feat. Aurora                                    |

grau schraffiert: keine Chartdaten aus diesem Jahr verfügbar

### Als Gastmusiker
| Jahr | Titel Album              | Höchstplatzierung, Gesamtwochen, AuszeichnungChartplatzierungen (Jahr, Titel, Album, Platzierungen, Wochen, Auszeichnungen, Anmerkungen) | Höchstplatzierung, Gesamtwochen, AuszeichnungChartplatzierungen (Jahr, Titel, Album, Platzierungen, Wochen, Auszeichnungen, Anmerkungen) | Höchstplatzierung, Gesamtwochen, AuszeichnungChartplatzierungen (Jahr, Titel, Album, Platzierungen, Wochen, Auszeichnungen, Anmerkungen) | Höchstplatzierung, Gesamtwochen, AuszeichnungChartplatzierungen (Jahr, Titel, Album, Platzierungen, Wochen, Auszeichnungen, Anmerkungen) | Höchstplatzierung, Gesamtwochen, AuszeichnungChartplatzierungen (Jahr, Titel, Album, Platzierungen, Wochen, Auszeichnungen, Anmerkungen) | Höchstplatzierung, Gesamtwochen, AuszeichnungChartplatzierungen (Jahr, Titel, Album, Platzierungen, Wochen, Auszeichnungen, Anmerkungen) | Anmerkungen                                                                                           |
| Jahr | Titel Album              | DE | AT | CH | UK | US | Rock | Anmerkungen                                                                                           |
| --- | ------------------------ | --- | --- | --- | --- | --- | --- | --- |
| 2022 | Bad Habits –             | — | — | — | — | — | Rock19 (2 Wo.)Rock | Erstveröffentlichung: 17. Februar 2022 Ed Sheeran feat. Bring Me the Horizon                          |
| 2022 | Maybe Mainstream Sellout | DE68 (2 Wo.)DE | AT40 (2 Wo.)AT | — | UK39 Silber · (4 Wo.)UK | US68 (2 Wo.)US | Rock6 (20 Wo.)Rock | Erstveröffentlichung: 18. März 2022 Verkäufe: + 260.000; Machine Gun Kelly feat. Bring Me the Horizon |
| 2022 | Bad Life How to Let Go   | — | — | — | UK50 Silber · (12 Wo.)UK | — | — | Erstveröffentlichung: 21. April 2022 Verkäufe: + 200.000; Sigrid feat. Bring Me the Horizon           |
| 2023 | Code Mistake –           | — | — | — | — | — | Rock35 (1 Wo.)Rock | Erstveröffentlichung: 30. Juni 2023 Corpse feat. Bring Me the Horizon                                 |
| Folgende Lieder erschienen nicht als Single, wurden aber durch das Album zum Download und Streaming bereitgestellt und konnten somit eine Platzierung erlangen: |                          | | | | | | | |
| |                          | | | | | | | |
| 2023 | Werewolf Pink Tape       | — | — | — | — | US81 (1 Wo.)US | Rock5 (3 Wo.)Rock | Charteinstieg: 15. Juli 2023 Lil Uzi Vert feat. Bring Me the Horizon                                  |

## Videoalben und Musikvideos

### Videoalben
| Jahr | Titel                         | Anmerkungen                            |
| ---- | ----------------------------- | -------------------------------------- |
| 2015 | Live at Wembley               | Erstveröffentlichung: 22. Juni 2015    |
| 2016 | Live at the Royal Albert Hall | Erstveröffentlichung: 2. Dezember 2016 |

### Musikvideos
| Jahr | Titel                                   | Regie                         | Typ              |
| ---- | --------------------------------------- | ----------------------------- | ---------------- |
| 2006 | Traitors Never Play Hangman             | unbekannt                     | Live-Ausschnitte |
| 2007 | Pray for Plagues                        | Kenny Lindström               | Performance      |
| 2008 | For Stevie Wonder’s Eyes Only (Braille) | Perrone Salvatore             | Live-Ausschnitte |
| 2008 | The Comedown                            | Adam Powell                   | Narrativ         |
| 2009 | Chelsea Smile                           | Adam Powell                   | Performance      |
| 2009 | Diamonds Aren’t Forever                 | Khaled Lowe                   | Tour-Ausschnitte |
| 2009 | The Sadness Will Never End              | Adam Powell                   | Narrativ         |
| 2010 | It Never Ends                           | Jakob Printzlau               | Narrativ         |
| 2011 | Anthem                                  | Shane Davey                   | Performance      |
| 2011 | Blessed with a Curse                    | Toxic                         | Narrativ         |
| 2011 | Visions                                 | Jakob Printzlau               | Performance      |
| 2011 | Alligator Blood                         | Stuart Birchall               | Narrativ         |
| 2013 | Shadow Moses                            | A Nice Idea Everyday          | Narrativ         |
| 2013 | Sleepwalking                            | A Nice Idea Everyday          | Narrativ         |
| 2013 | Go to Hell, for Heaven’s Sake           | Danny Todd                    | Performance      |
| 2013 | Can You Feel My Heart                   | Danny Todd                    | Narrativ         |
| 2014 | Drown                                   | Jakob Printzlau               | Narrativ         |
| 2015 | Throne                                  | Oliver Sykes, Jakob Printzlau | Performance      |
| 2015 | True Friends                            | Oliver Sykes                  | Narrativ         |
| 2016 | Follow You                              | Oliver Sykes, Frank Borin     | Narrativ         |
| 2016 | Avalanche                               | Tom Sykes                     | Performance      |
| 2016 | Oh No                                   | Isaac Eastgate                | Narrativ         |
| 2018 | Mantra                                  | Alex Southam                  | Performance      |
| 2018 | Wonderful Life                          | Theo Watkins                  | Narrativ         |
| 2019 | Medicine                                | Oliver Latta                  | Narrativ         |
| 2019 | Nihilist Blues                          | Oliver Sykes, Polygon         | Narrativ         |
| 2019 | Mother Tongue                           | Oliver Sykes                  | Narrativ         |
| 2019 | Sugar Honey Ice & Tea                   | Brian Cox, Oliver Sykes       | Narrativ         |
| 2019 | In the Dark                             | Oliver Sykes, Brian Cox       | Narrativ         |
| 2019 | Ludens                                  | Oliver Sykes                  | Performance      |
| 2020 | Parasite Eve                            | Oliver Sykes                  | Performance      |
| 2020 | Obey with Yungblud                      | Oliver Sykes                  | Performance      |
| 2020 | Teardrops                               | Oliver Sykes                  | Narrativ         |
| 2022 | Strangers                               |                               | Narrativ         |
| 2023 | Lost                                    | Jensen Noen                   | Narrativ         |

## Promoveröffentlichungen
| Jahr | Titel Album          | Anmerkungen                            |
| ---- | -------------------- | -------------------------------------- |
| 2013 | Antivist Sempiternal | Erstveröffentlichung: 19. Februar 2013 |

## Sonderveröffentlichungen
| Jahr | Titel Album                                            | Anmerkungen                                                          |
| ---- | ------------------------------------------------------ | -------------------------------------------------------------------- |
| 2007 | Eyeless Higher Voltage!: Another Brief History of Rock | Erstveröffentlichung: 20. Juni 2007 Slipknot-Cover                   |
| 2011 | Anthem Extreme Aggression                              | lag im Jahr 2011 der Dezember-Ausgabe des deutschen Metal Hammer bei |

## Statistik

### Chartauswertung
|                     | DE    | AT    | CH    | UK     | US    | Rock      |
| ------------------- | ----- | ----- | ----- | ------ | ----- | --------- |
| Nummer-eins-Alben   | DE—DE | AT—AT | CH—CH | UK3UK  | US—US | Rock1Rock |
| Top-10-Alben        | DE4DE | AT4AT | CH5CH | UK6UK  | US1US | Rock6Rock |
| Alben in den Charts | DE7DE | AT6AT | CH6CH | UK10UK | US7US | Rock6Rock |

|                       | DE    | AT    | CH    | UK     | US    | Rock       |
| --------------------- | ----- | ----- | ----- | ------ | ----- | ---------- |
| Nummer-eins-Singles   | DE—DE | AT—AT | CH—CH | UK—UK  | US—US | Rock—Rock  |
| Top-10-Singles        | DE—DE | AT—AT | CH—CH | UK—UK  | US—US | Rock4Rock  |
| Singles in den Charts | DE2DE | AT3AT | CH—CH | UK28UK | US2US | Rock30Rock |

### Auszeichnungen für Musikverkäufe
| Silberne Schallplatte - Europa (Impala) - 2011: für das Album There Is a Hell, Believe Me I’ve Seen It. There Is a Heaven, Let’s Keep It a Secret Goldene Schallplatte - Australien - 2019: für die Single Follow You - 2023: für die Single Avalanche - 2023: für die Single Ludens - 2023: für die Single Medicine - 2023: für die Single Obey - 2023: für die Single Parasite Eve - 2023: für die Single Teardrops - 2023: für die Single Wonderful Life - 2023: für das Lied Doomed - 2023: für das Lied Kingslayer - Brasilien - 2022: für das Lied 1x1 - 2022: für das Lied Kingslayer - 2022: für die Single Drown - 2022: für die Single Follow You - 2022: für die Single Happy Song - 2022: für die Single In the Dark - 2022: für die Single Ludens - 2022: für die Single Mantra - 2022: für die Single Medicine - 2022: für die Single Mother Tongue - 2022: für die Single Parasite Eve - 2022: für die Single Sugar Honey Ice & Tea - 2022: für die Single Teardrops - 2022: für die Single True Friends - 2022: für die Single Wonderful Life - 2024: für die Single Strangers - 2024: für die Single Maybe - 2024: für die Single Lost - 2024: für die Single Darkside - Dänemark - 2024: für das Album That’s the Spirit - Europa (Impala) - 2011: für das Album Suicide Season - Italien - 2023: für die Single Can You Feel My Heart - Kanada - 2018: für die Single Throne - 2018: für das Album Sempiternal - 2018: für das Album That’s the Spirit - 2023: für die Single Maybe - Mexiko - 2020: für die Single Follow You - Neuseeland - 2020: für das Album That’s the Spirit - 2023: für das Album Sempiternal - Polen - 2017: für die Single True Friends - 2022: für die Single Throne - 2024: für das Album Post Human: Survival Horror - 2024: für das Album Amo - Portugal - 2022: für die Single Can You Feel My Heart - Schweden - 2019: für das Album That’s the Spirit - 2019: für die Single Throne | Platin-Schallplatte - Australien - 2018: für das Album That’s the Spirit - 2023: für das Album Sempiternal - 2023: für die Single Drown - 2023: für die Single Happy Song - 2023: für die Single Mantra - 2023: für die Single Shadow Moses - 2023: für die Single Sleepwalking - 2023: für die Single True Friends - Brasilien - 2022: für die Single Throne - Kanada - 2023: für die Single Can You Feel My Heart - Neuseeland - 2024: für die Single Can You Feel My Heart - Polen - 2024: für das Album Sempiternal - 2024: für das Album That’s the Spirit 2× Platin-Schallplatte - Australien - 2023: für die Single Can You Feel My Heart - 2023: für die Single Throne |

Anmerkung: Auszeichnungen in Ländern aus den Charttabellen bzw. Chartboxen sind in ebendiesen zu finden.
| Land/RegionAuszeichnungen für Musikverkäufe (Land/Region, Auszeichnungen, Verkäufe, Quellen) | Silber       | Gold       | Platin       | Verkäufe  | Quellen              |
| -------------------------------------------------------------------------------------------- | ------------ | ---------- | ------------ | --------- | -------------------- |
| Australien (ARIA)                                                                            | —            | 10× Gold10 | 12× Platin12 | 1.190.000 | aria.com.au          |
| Brasilien (PMB)                                                                              | —            | 19× Gold19 | Platin1      | 420.000   | pro-musicabr.org.br  |
| Dänemark (IFPI)                                                                              | —            | Gold1      | —            | 10.000    | ifpi.dk              |
| Deutschland (BVMI)                                                                           | —            | 4× Gold4   | —            | 700.000   | musikindustrie.de    |
| Europa (Impala)                                                                              | Silber1      | Gold1      | —            | (95.000)  | Einzelnachweise      |
| Italien (FIMI)                                                                               | —            | Gold1      | —            | 50.000    | fimi.it              |
| Kanada (MC)                                                                                  | —            | 4× Gold4   | Platin1      | 240.000   | musiccanada.com      |
| Mexiko (AMPROFON)                                                                            | —            | Gold1      | —            | 30.000    | amprofon.com.mx      |
| Neuseeland (RMNZ)                                                                            | —            | 2× Gold2   | Platin1      | 45.000    | radioscope.co.nz     |
| Polen (ZPAV)                                                                                 | —            | 4× Gold4   | 2× Platin2   | 95.000    | olis.pl              |
| Portugal (AFP)                                                                               | —            | Gold1      | —            | 5.000     | Einzelnachweise      |
| Schweden (IFPI)                                                                              | —            | 2× Gold2   | —            | 55.000    | sverigetopplistan.se |
| Vereinigte Staaten (RIAA)                                                                    | —            | 5× Gold5   | —            | 2.500.000 | riaa.com             |
| Vereinigtes Königreich (BPI)                                                                 | 20× Silber20 | 5× Gold5   | 3× Platin3   | 5.480.000 | bpi.co.uk            |
| Insgesamt                                                                                    | 21× Silber21 | 60× Gold60 | 20× Platin20 |           |                      |